# 로비오 (음식)
로비오(조지아어: ლობიო)는 조지아의 강낭콩 요리이다. 콩 스튜의 일종이며, 신장콩(붉은 강낭콩)이 흔히 사용된다. 고수, 호두, 마늘, 양파 등을 넣어 만든다. 차게 먹기도 하고, 따뜻하게 먹기도 한다.

## 이름
조지아어 "로비오(ლობიო)"는 "콩(강낭콩)"이라는 뜻이다.

## 사진

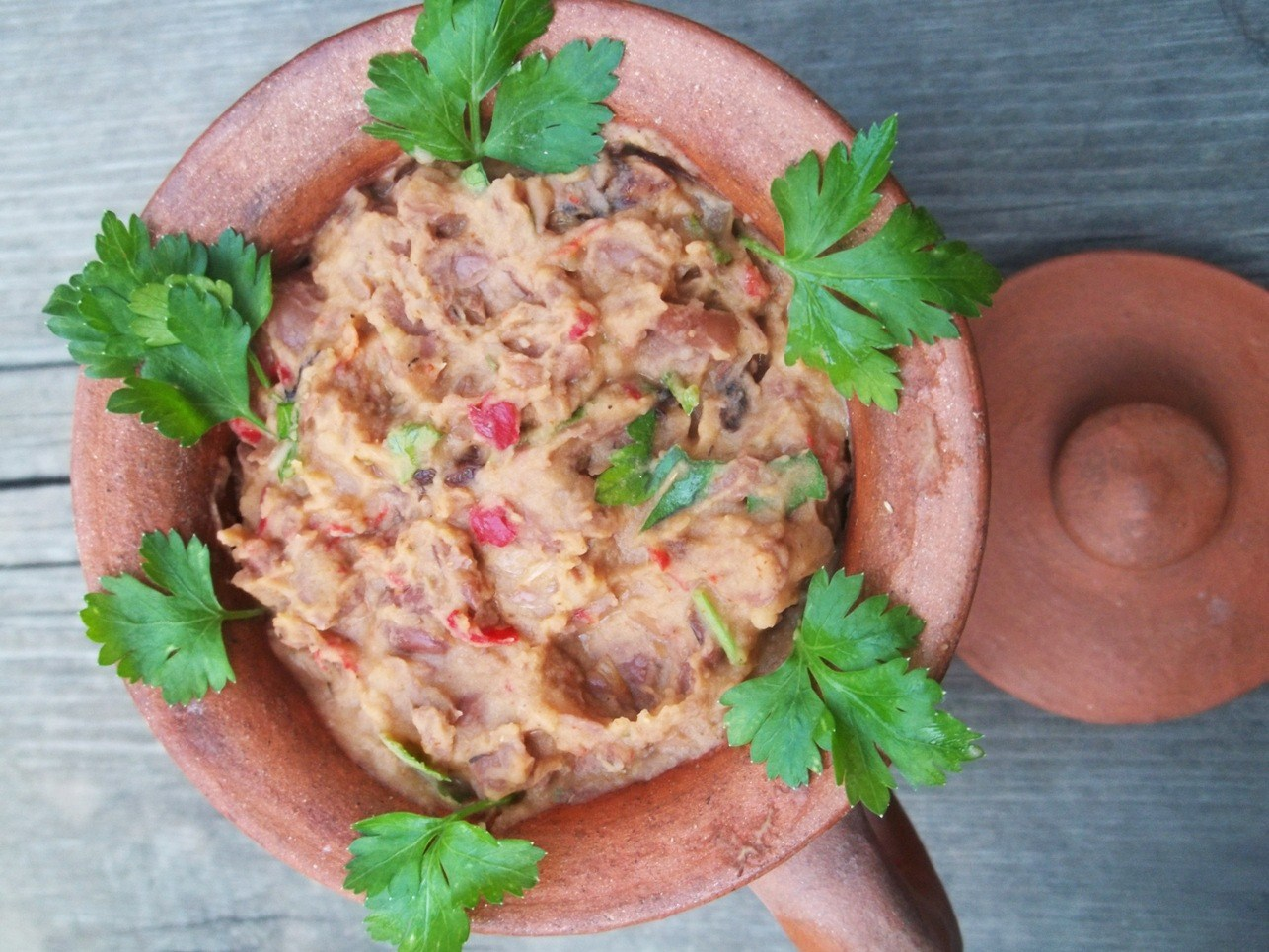
로비오
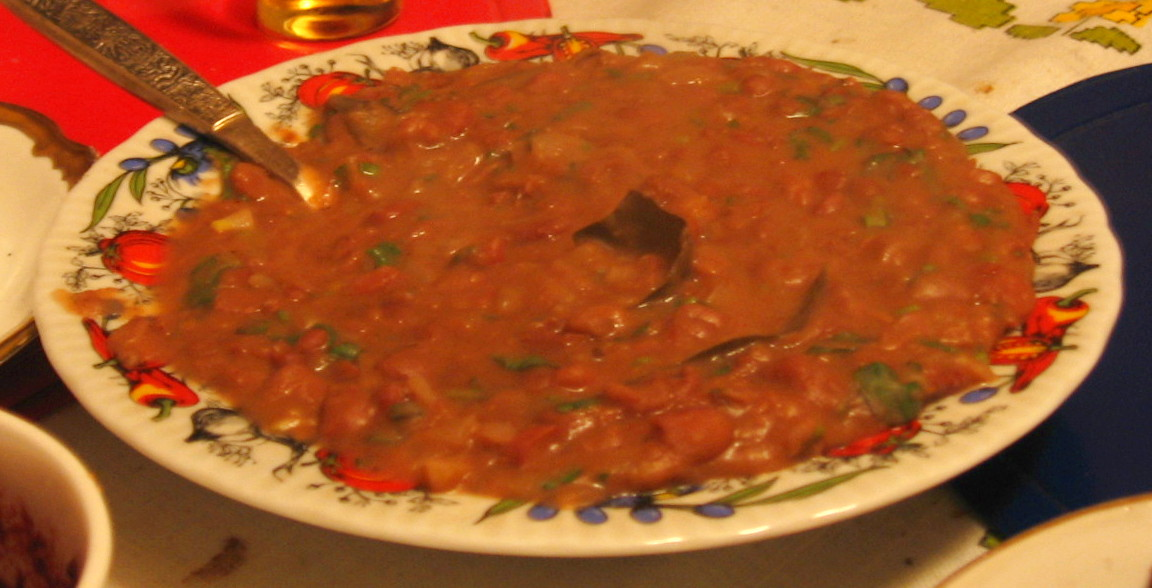
로비오
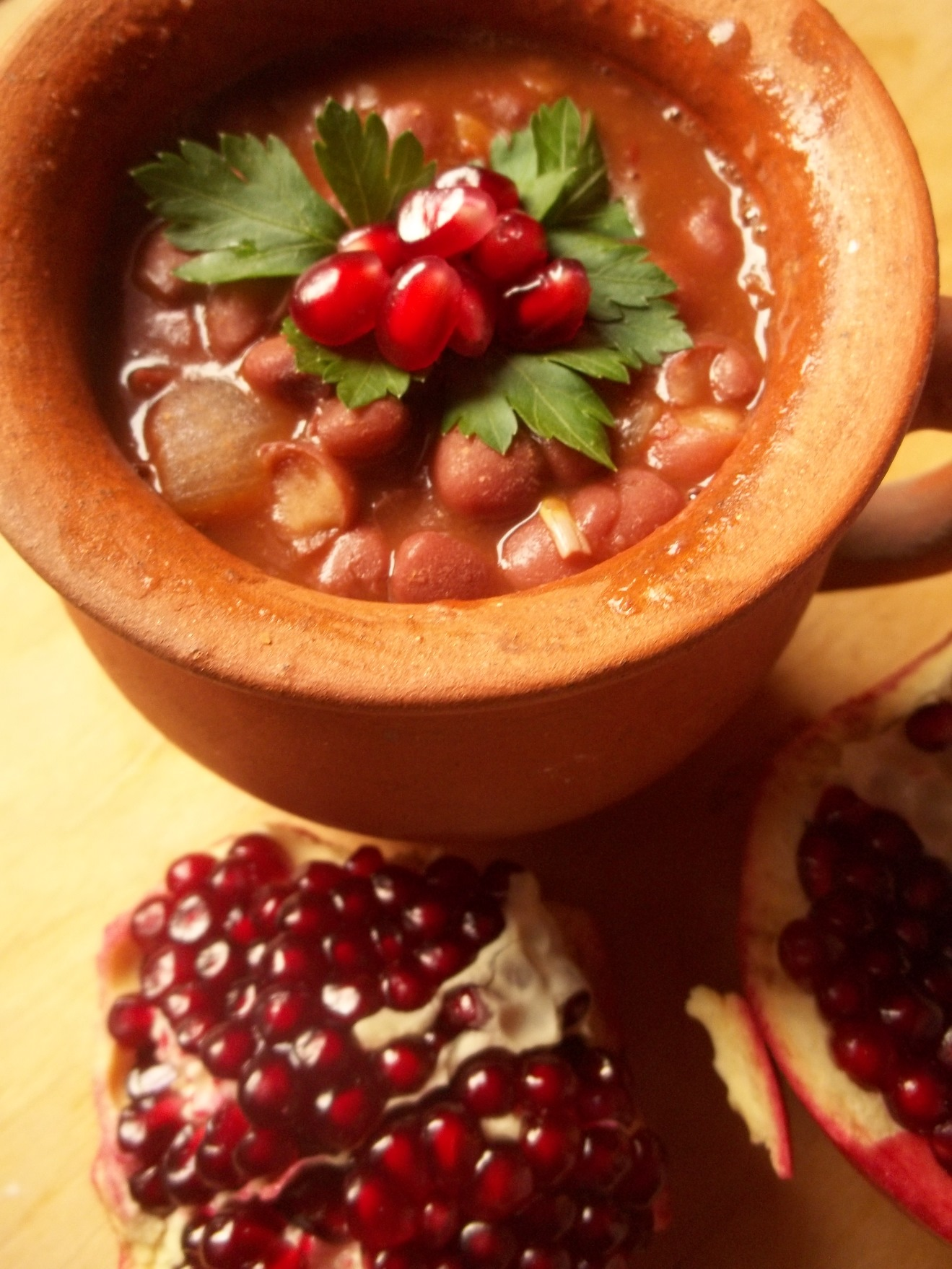
로비오

## 같이 보기
- 쿠루 파술리에
- 타프체 그라프체
- 파바다
- 파솔라다
- 파술리야
- 페이조아다